# Trzęsienie ziemi w Erzincan (1939)
Trzęsienie ziemi w Turcji w 1939 roku – trzęsienie ziemi o sile 7.8 w skali Richtera, które miało miejsce 27 grudnia 1939 roku o godzinie 1:57 i którego epicentrum znajdowało się w pobliżu miasta Erzincan we wschodniej Turcji. Było to najtragiczniejsze trzęsienie ziemi do jakiego doszło na terytorium Turcji, do czasu trzęsienia ziemi w 2023 roku. 
Jedno z najbardziej destrukcyjnych trzęsień ziemi XX wieku, w wyniku którego zginęło ponad 32 tys. osób a zniszczeniu uległo 120 tys. budynków . Wskutek trzęsienia doszło do licznych osuwisk oraz pęknięć skorupy ziemskiej, m.in. powstała szczelina o długości 360 km w strefie uskoku północnoanatolijskiego. Na Morzu Czarnym odnotowano falę tsunami. Do tak dużej liczby ofiar śmiertelnych przyczyniły się niskie temperatury – w dniu tragedii, temperatura w Erzincan wynosiła −30 °C, a nad regionem przechodziły zamiecie śnieżne. Zniszczenia w mieście Erzincan były tak znaczne, że zdecydowano o odbudowaniu go od początku w innej lokacji, na północ od ruin starego miasta.